# Issam Tej

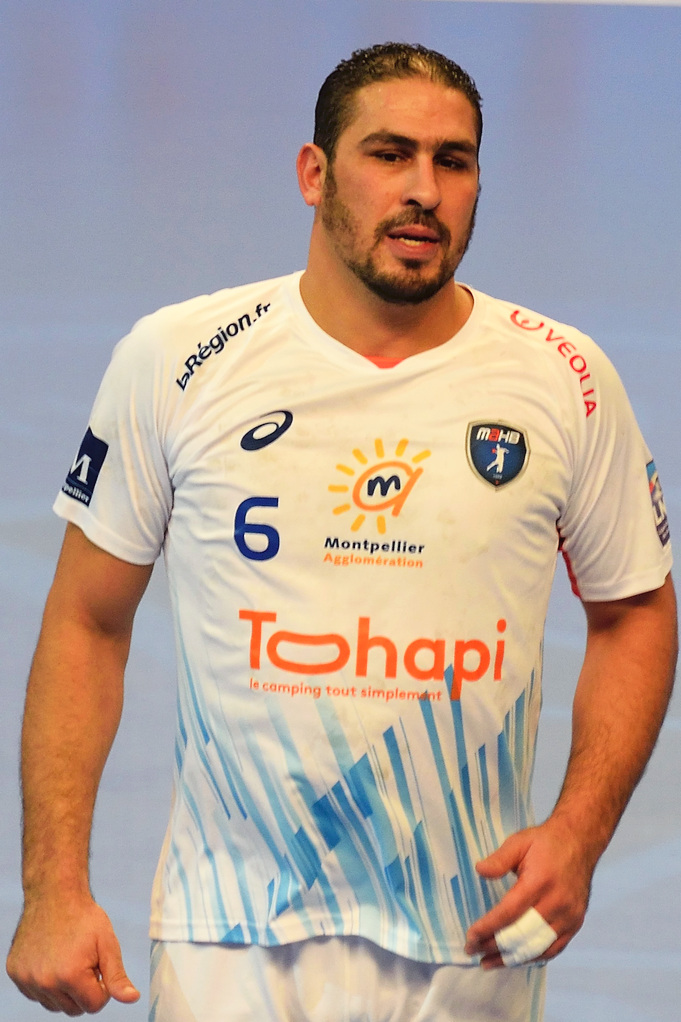
Issam Tej, 2014.

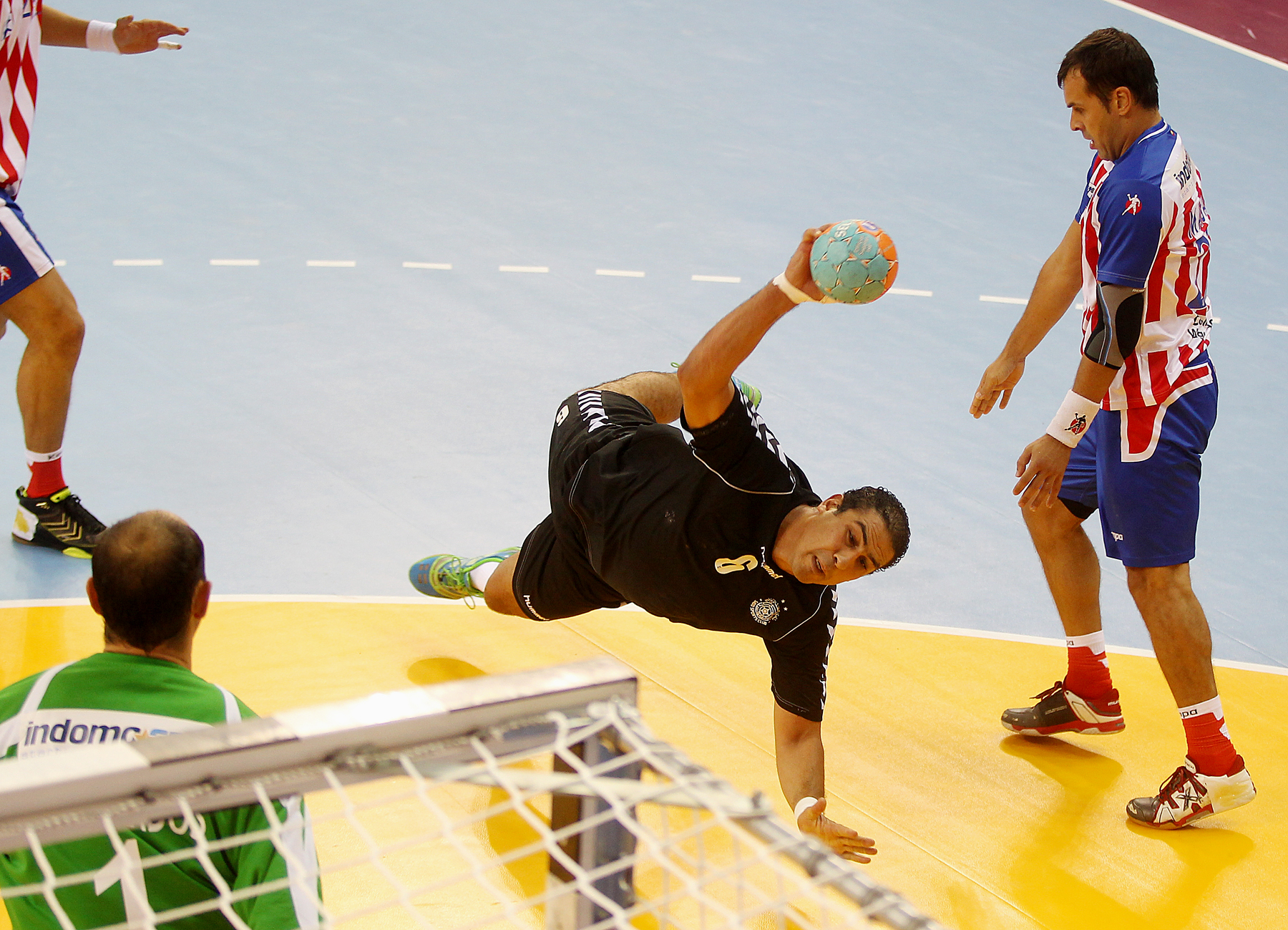
Issam Tej, 2012.

Issam Tej (arabiska: عصام تاج), född 29 juli 1979 i Tunis, är en tunisisk handbollstränare och tidigare handbollsspelare (mittsexa). Han spelade bland annat nio säsonger för Montpellier HB.

## Klubbar som spelare
- ES Tunis (1995–2003)
- SC Sélestat (2003–2006)
- Montpellier HB (2006–2015)
  - →  al-Sadd SC (lån, 2012)
- al-Jaish SC (2015–2017)
  - →  Lekhwiya SC (lån, 2016)
- US Créteil HB (2017–2018)

## Tränaruppdrag
- Angers SCO HB (assisterande, 2019–2021)
- Angers SCO HB (2021–)